# Haploniscus silus
Haploniscus silus är en kräftdjursart som beskrevs av Roger J. Lincoln1985. Haploniscus silus ingår i släktet Haploniscus och familjen Haploniscidae.
Artens utbredningsområde är havet kring Nya Zeeland. Inga underarter finns listade i Catalogue of Life.